# Kuarapu purhepecha
Genre
Espèce
Kuarapu purhepecha, unique représentant du genre Kuarapu, est une espèce de scorpions de la famille des Vaejovidae.

## Distribution
Cette espèce est endémique du Michoacán au Mexique. Elle se rencontre vers La Huacana.

## Description
Le mâle holotype mesure 20,5 mm, les mâles mesurent de 19,4 à 21,2 mm et les femelles de 25,8 à 26,8 mm.

## Publication originale
- Francke & Ponce-Saavedra, 2010 : « A new genus and species of scorpion (Scorpiones: Vaejovidae) from Michoacan, Mexico. » Boletin de la Sociedad Entomológica Aragonesa, no 46, p. 51-57 (texte intégral).